# Бой-бенд

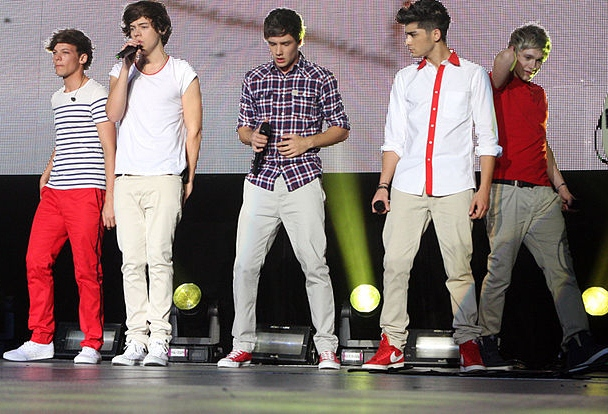
Гурт «One Direction».

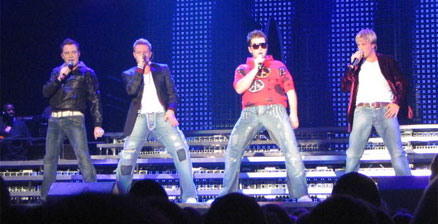
Гурт «Westlife».

Бой-бенд (англ. boy band; букв. «хлопчачий гурт») — в англомовних країнах визначається як вокальна поп-група, що складається з юнаків привабливої зовнішності і орієнтована на дівчат передпідліткового і підліткового віку.
Зазвичай, бой-бенд створюється продюсером з чисто комерційними цілями, на противагу групам, які виникають як об'єднання друзів, які самі пишуть пісні і грають. Продюсер задумує концепцію бой-бенду, а учасники набираються через серію прослуховувань. Також, продюсер займається добором репертуару. Хоча бувають і винятки, але від учасників не очікується, що вони будуть грати на музичних інструментах ні в студії, ні на сцені, зате особлива увага приділяється до танцювальної підготовки. Виступи бой-бендів це музичні номери з ефектно поставленою хореографією, аби продемонструвати зовнішні фізичні дані хлопців.
Сам термін «бой-бенд» виник у 90-ті роки, і популярність явища в США і Європі досягла свого піку в другій половині 90-х років, коли подібні гурти росли як гриби та займали перші рядки хіт-парадів. Однак формат виник раніше.
Наразі на Заході увага дівчат змістилася на хлопчачі поп-рок-гурти. У Східній Азії ж бой-бенди, звані там ідол-гуртами, безмежно популярні.